# ليزا مكشيا
ليزا مكشيا (بالإنجليزية: Lisa McShea)‏ مواليد 29 أكتوبر 1974 في كوينزلاند، أستراليا، هي لاعبة كرة مضرب أسترالية سابقة بدأت مسيرتها كمحترفة سنة 1996 وكانت تلعب باليد اليمنى، اعتزلت اللعب في 2006. كما أنها إحدى بطلات الجراند سلام. أعلى تصنيف لها في الفردي كان المركز الـ 139 في سنة 2000. أعلى تصنيف لها في الزوجي كان المركز الـ 32 في سنة 2005.

## بطولات حققتها
- بطولة ويمبلدون

## النهائيات

### الزوجي الفوز (4)
| الرقم | التاريخ       | الدورة                        | الأرضية | الشريك           | المنافس                              | النتيجة            |
| 1.    | 12 يونيو 2000 | برمنغهام                      | عشبية   | راشيل ماكيلان    | كارا بلاك إيرينا سليوتينا            | 6–3, 7–6(7–5)      |
| 2.    | 1 مارس 2004   | بطولة أكابولكو للتنس، المكسيك | ترابية  | ميلاغروس سيغويرا | أولغا بلاهاتوفا غابرييلا نافراتيلوفا | 2–6, 7–6(7–5), 6–4 |
| 3.    | 17 مايو 2004  | ستراسبورغ الدولية، فرنسا      | ترابية  | ميلاغروس سيغويرا | تينا كريزان كاترينا سريبوتنيك        | 6–4, 6–1           |
| 4.    | 14 يونيو 2004 | بطولة روزمالين العشبية للتنس  | عشبية   | ميلاغروس سيغويرا | يلينا كوستانيتش توسيتش كلودين شاول   | 7–6(7–3), 6–3      |

## روابط خارجية
- ليزا مكشيا على موقع رابطة محترفات التنس (الإنجليزية)
- ليزا مكشيا على موقع الاتحاد الدولي لكرة المضرب (الإنجليزية)
- ليزا مكشيا على موقع كأس بيلي جين كينغ (الإنجليزية)
- ليزا مكشيا على موقع اتحاد التنس الأسترالي (الإنجليزية)
- ليزا مكشيا على موقع بطولة ويمبلدون (الإنجليزية)
- ليزا مكشيا على موقع خلاصة التنس.كوم (الإنجليزية)